# Адванс (Міссурі)
Адванс (англ. Advance) — місто (англ. city) в США, в окрузі Стоддард штату Міссурі. Населення — 1349 осіб (2020).

## Географія
Адванс розташований за координатами 37°6′13″ пн. ш. 89°54′41″ зх. д. / 37.10361° пн. ш. 89.91139° зх. д. (37.103739, -89.911469).  За даними Бюро перепису населення США в 2010 році місто мало площу 2,90 км², з яких 2,89 км² — суходіл та 0,00 км² — водойми.

### Клімат
| Клімат : Адванс       | Клімат : Адванс | Клімат : Адванс | Клімат : Адванс | Клімат : Адванс | Клімат : Адванс | Клімат : Адванс | Клімат : Адванс | Клімат : Адванс | Клімат : Адванс | Клімат : Адванс | Клімат : Адванс | Клімат : Адванс | Клімат : Адванс |
| Показник              | Січ.            | Лют.            | Бер.            | Квіт.           | Трав.           | Черв.           | Лип.            | Серп.           | Вер.            | Жовт.           | Лист.           | Груд.           | Рік             |
| Середній максимум, °C | 5,8             | 9,0             | 14,1            | 20,8            | 25,8            | 30,3            | 32,4            | 31,7            | 27,8            | 22,1            | 14,4            | 7,8             | 20,2            |
| Середній мінімум, °C  | −4,7            | −2,6            | 1,8             | 7,7             | 12,7            | 17,3            | 19,6            | 18,1            | 13,6            | 6,9             | 1,8             | −2,6            | 7,4             |
| Норма опадів, мм      | 86              | 84              | 117             | 114             | 127             | 97              | 97              | 86              | 91              | 79              | 107             | 97              | 1181            |
| --------------------- | --------------- | --------------- | --------------- | --------------- | --------------- | --------------- | --------------- | --------------- | --------------- | --------------- | --------------- | --------------- | --------------- |
| Джерело: Weatherbase  |                 |                 |                 |                 |                 |                 |                 |                 |                 |                 |                 |                 |                 |

## Демографія
Згідно з переписом 2010 року, у місті мешкало 1347 осіб у 578 домогосподарствах у складі 356 родин. Густота населення становила 465 осіб/км².  Було 635 помешкань (219/км²).
Расовий склад населення:
| - 98,7 % — білих - 0,3 % — корінних американців - 0,1 % — чорних або афроамериканців - 0,1 % — азіатів |

До двох чи більше рас належало 0,7 %. Частка іспаномовних становила 0,7 % від усіх жителів.
За віковим діапазоном населення розподілялося таким чином: 21,2 % — особи молодші 18 років, 54,0 % — особи у віці 18—64 років, 24,8 % — особи у віці 65 років та старші. Медіана віку мешканця становила 41,6 року. На 100 осіб жіночої статі у місті припадало 87,6 чоловіків;  на 100 жінок у віці від 18 років та старших — 78,5 чоловіків також старших 18 років.
Середній дохід на одне домашнє господарство  становив 45 876 доларів США (медіана — 34 423), а середній дохід на одну сім'ю — 54 957 доларів (медіана — 42 019). За межею бідності перебувало 14,7 % осіб, у тому числі 6,0 % дітей у віці до 18 років та 14,2 % осіб у віці 65 років та старших.
Цивільне працевлаштоване населення становило 564 особи. Основні галузі зайнятості: освіта, охорона здоров'я та соціальна допомога — 39,9 %, виробництво — 14,0 %, роздрібна торгівля — 10,3 %.